# Nyújtód
Nyújtód (románul Lunga) falu Romániában, Kovászna megyében. Közigazgatásilag Kézdivásárhelyhez tartozik.

## Fekvése
Kézdivásárhelytől 5 km-re északkeletre, az Ojtozi-szoroshoz vezető út mentén, a Feketeügy jobb partján fekszik. Nagy- és Kisnyújtódból áll, utóbbit csak az Esztelnek-pataka választja el Kézdiszászfalutól.

## Története
1332-ben Nachtond néven említik először. A reformáció előtt szerzetesek is voltak a faluban, akiket az unitáriusok elüldöztek, 1632-ben azonban újra kolostort alapítottak. 1643-ban elköltöztették őket, a kolostornak nyoma nem maradt.
1910-ben 1095 lakosából 1084 magyar és 10 román volt. A trianoni békeszerződésig Háromszék vármegye Kézdi járásához tartozott.
1992-ben 1608 lakosából 1600 magyar és 8 román volt.

## Látnivalók
- 15. századi gótikus eredetű barokk erődtemploma van, tornya 1863 és 1872 között épült. 1802-ben a földrengés megrongálta, 1821-re javították ki.

## Híres emberek
- Itt született 1925-ben Antal Árpád irodalomtörténész, egyetemi tanár.
- Itt született 1940-ben Jakabos Ödön világjáró.
- Itt született 1955-ben Gáspár Imola színésznő